# Steffen Weber (Musiker)

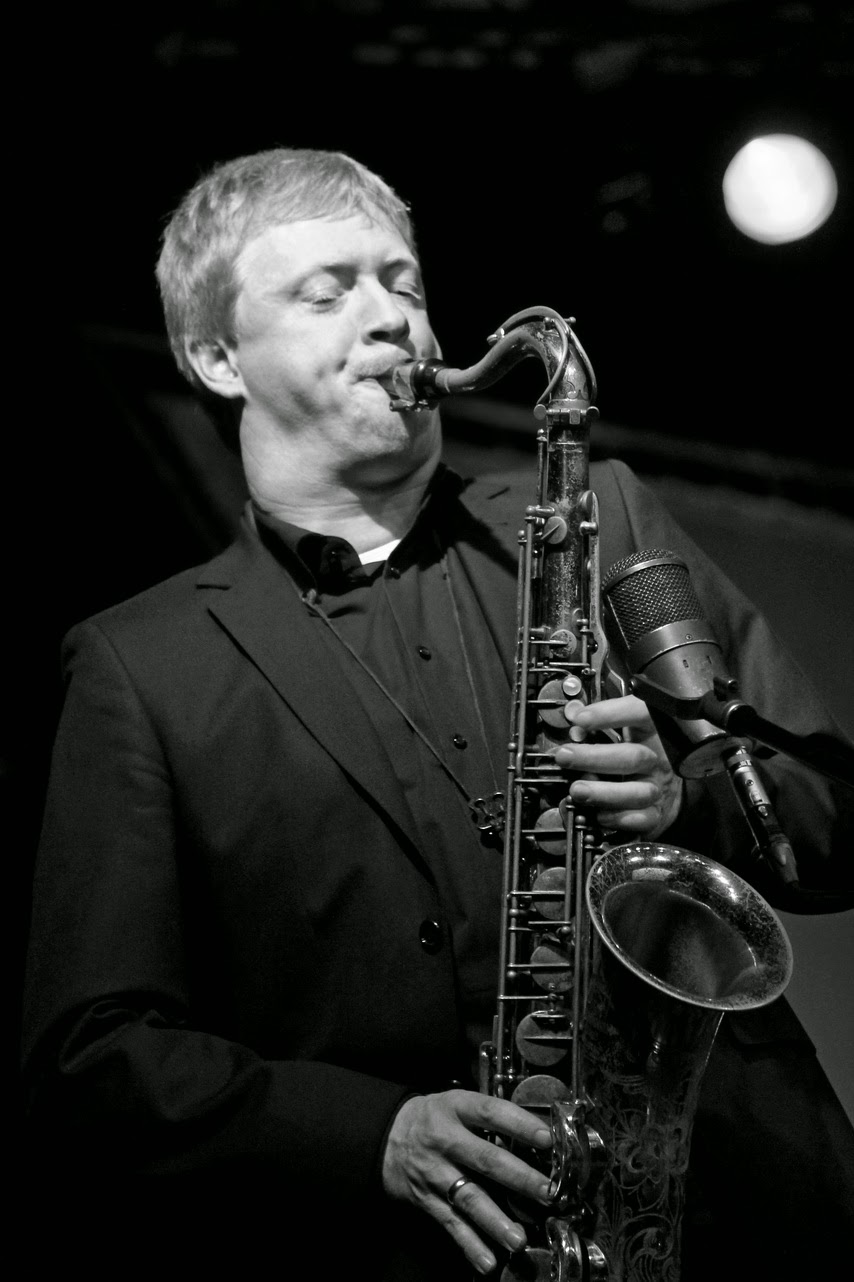
Steffen Weber 2015 beim Jazzfestival St. Ingbert

Steffen „Larose“ Weber (* 4. Juni 1975 in Mosbach) ist ein deutscher Jazz-Musiker (Saxophon, Klarinette), Musikpädagoge und Komponist.

## Leben und Wirken
Weber wuchs in Mosbach auf, wo er auch seine Schulausbildung mit dem Abitur abgeschlossen hat. Auf Anraten seiner Mutter lernte er im Alter von 15 Jahren Saxophon. Während seines Grundwehrdienstes 1994/95 war er Saxophonist im Luftwaffenmusikkorps 1 in Karlsruhe. Ab 1995 bis 1999 studierte er Saxophon an der Musikhochschule Mannheim Jazz und Popularmusik bei Jürgen Seefelder. Von 1991 bis 1995 gehörte er dem Landesjazzorchester Baden-Württemberg unter der Leitung von Bernd Konrad an. Von 1996 bis 1998 war er Mitglied im Bundesjazzorchester unter der Leitung von Peter Herbolzheimer. Außerdem wirkte er als Musiker am Nationaltheater Mannheim an den Produktionen Weekend im Paradies und Die Blume von Hawaii mit. Er spielte auch in verschiedenen Big Bands wie der Bobby Burgess Big Band Explosion, dem Sunday Night Orchestra und der Rainer Tempel Big Band.
Ab 1998 gehörte er der Formation Mardi Gras.bb an, auf dessen Alben Supersmell (2000), Zen Rodeo (2002), Heat (2003) und 29 Moonglow (2004) er zu hören ist. Seit den 2000er Jahren arbeitet er mit verschiedenen Bandprojekten, wie Triologic um Rüdiger Ruppert und 4 nach 12. Weber gilt auch als musikalisch prägendes Mitglied in der Mannheimer Neobop-Formation L14,16 mit dem Trompeter Axel Schlosser, dem Pianisten Rainer Böhm, dem Bassisten Arne Huber und dem Schlagzeuger Lars Binder. Ab 2008 gehörte er zur SWR Big Band. Seit Anfang 2012 ist er Zweiter Tenorsaxophonist der hr-Bigband.
Weber trat auf internationalen Festivals wie dem North Sea Jazz Festival, Montreux, Umbria Jazz, Cannes, Montreal Jazz Festival und Jazz Baltica auf. Ferner wirkte er bei Aufnahmen von Joey DeFrancesco, Jeff Hamilton, Chris Potter, Greg Osby, Joe Lovano, Sammy Nestico und Stephanie Wagner mit. Weber unterrichtete an der Musikhochschule Mannheim (1995–99) und ist Dozent für Jazz-Saxophon an der Musikhochschule Mainz.

## Auszeichnungen
Mit der Band L14,16 gewann er den 24. Internationalen Jazzwettbewerb in Hoeilaart (Belgien). Deren Debütalbum wurde 2003 mit dem Vierteljahrespreis der deutschen Schallplattenkritik ausgezeichnet. Weber erhielt 2005 den Jazzpreis der Stadt Worms. Bei der Ensemblewertung beim 29. internationalen Jazzwettbewerb in Getxo (Spanien) gewann er den ersten Preis. 2009 war er Stipendiat der Kunststiftung Baden-Württemberg.

## Diskographische Hinweise
- L14,16 (Jazz4Ever, 2002) mit Axel Schlosser, Rainer Böhm, Arne Huber, Lars Binder
- Trio Larose (JAZZ'n'ARTS, 2002) mit  Arne Huber, Bastian Jütte
- L14,16: Phlogistone (Nagel-Heyer, 2005) mit Axel Schlosser, Rainer Böhm, Arne Huber, Lars Binder
- Lockstoff (Laika Records, 2007) mit Norbert Scholly, Matthias Debus, Axel Pape
- Triologic: Seasons (Mons Records, 2010) mit Rüdiger Ruppert, Thomas Andelfinger und Christoph Niemann
- Chamber 3: Transatlantic (OA2 Records, 2018), mit Christian Eckert, Matt Jorgensen
- ToneGallery: Do Albert Mangelsdorff (Laika Records, 2023, mit Bastian Ruppert, Hans Glawischnig, Holger Nesweda)[8]